# Richard Norman Shaw

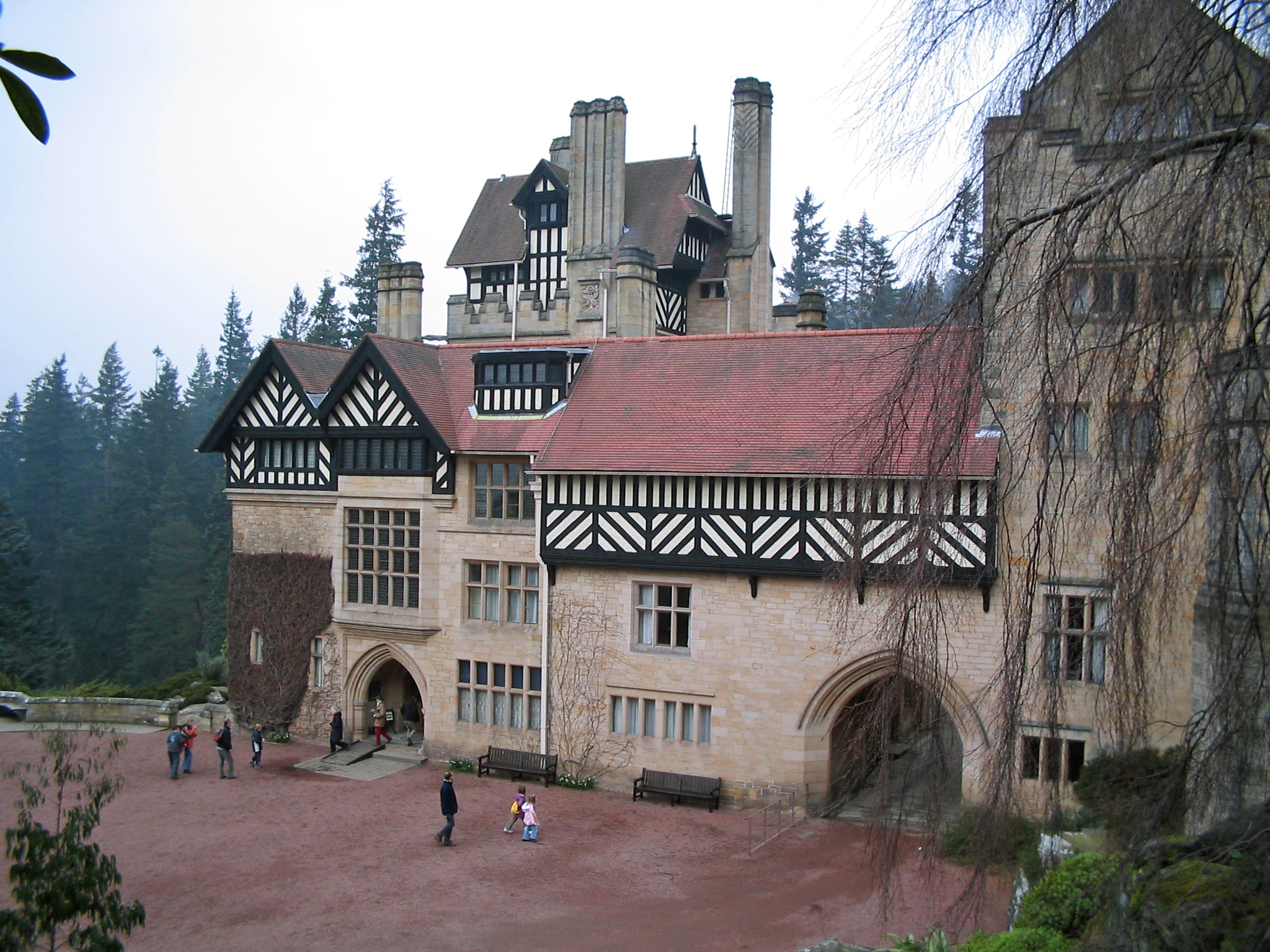
Cragside. Una de las obras más representativas del arquitecto.

Richard Norman Shaw (Edimburgo, 7 de mayo de 1831- Londres, 17 de noviembre de 1912) fue el arquitecto británico más influyente del periodo victoriano tardío. Estudió en la Royal Academy, institución de la que sería miembro asociado años más tarde. En sus inicios, trabajó en el estudio de William Burn en Londres y posteriormente formó parte de otras firmas. Entró en contacto con el movimiento Arts and Crafts tras conocer a William Morris. Finalmente en 1863, a la edad de 32 años, abrió su propio estudio junto con William Eden Nesfield.
Shaw empleó distintos estilos arquitectónicos durante sus 35 años de carrera. Empezó siguiendo la corriente pintoresquista y el gótico victoriano, diseñando sus edificios con cubiertas de madera al estilo old English. Más tarde adoptó el estilo reina Ana; un estilo caracterizado por el empleo de ladrillo rojo y detalles georgianos. Junto con Nesfield, Shaw fue el arquitecto más influyente de este estilo, que tuvo su auge durante la década de 1860. Finalmente Shaw evolucionará hacia el clasicismo y de ahí al neobarroco.
Elegido miembro de la Royal Academy en 1911.

## Obra

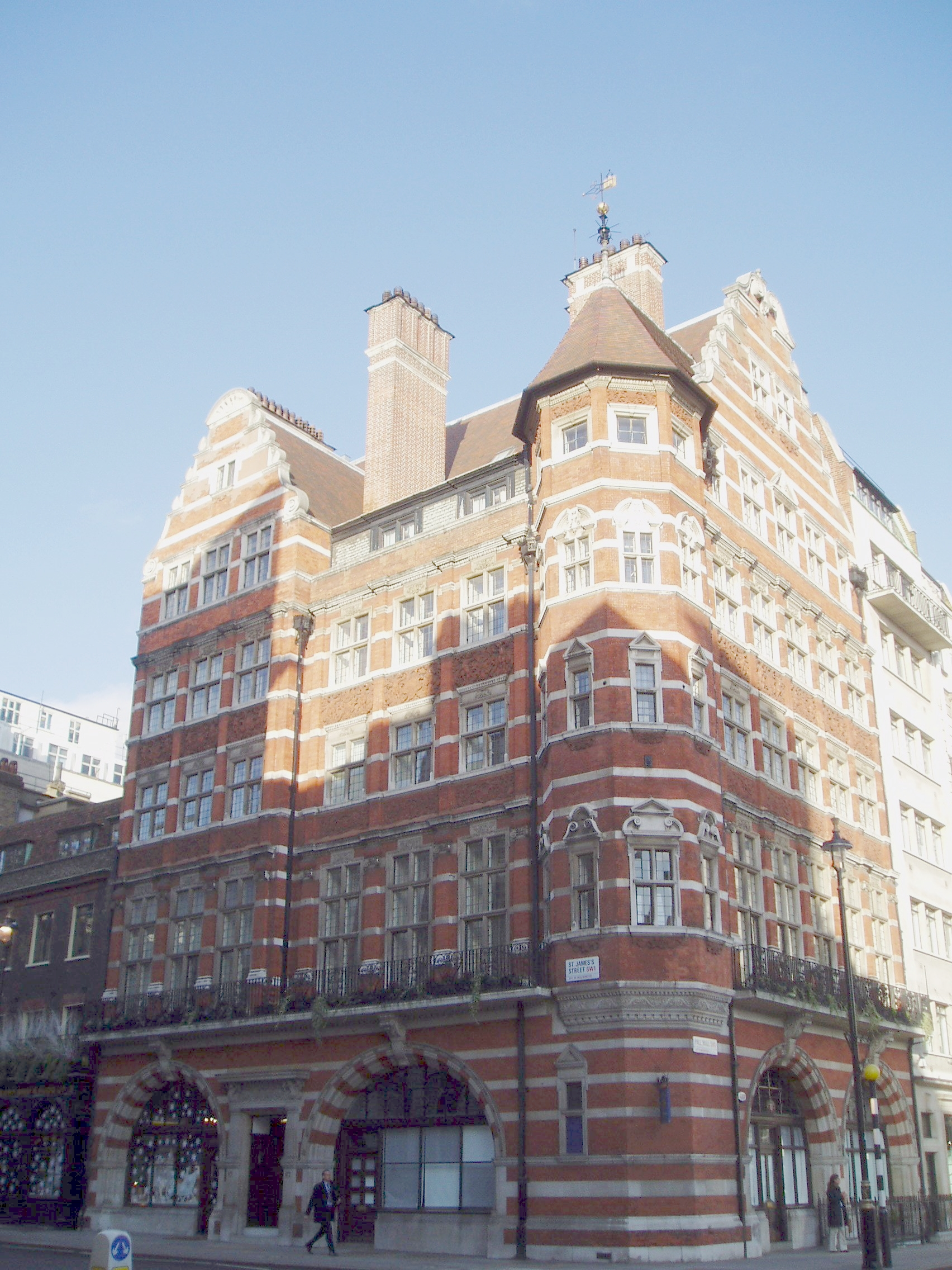
1-2 St James Street.

Entre la prolífica obra de Shaw se encuentran casas de campo y urbanas, iglesias, edificios públicos y comerciales y algunas obras de urbanismo, como la ciudad jardín de Bedford Park, o la reconstrucción de la famosa Regent Street en Londres, iniciada en 1905. Entre sus trabajos más destacados se encuentran los siguientes:
- 1-2 St James Street (Londres): un edificio de viviendas
- Cragside, (Northumberland) (1870-1885): una casa de campo que se cuenta entre sus edificios más emblemáticos.
- Lowther Lodge (Kensington, Londres) (1873-1875), de estilo Reina Ana.
- 6 Ellerdale Road (Hampstead, London) vivienda del propio arquitecto.
- Adcote (Little Ness, Shropshire) (1876–1881) un colegio emplazado en la campiña.
- Savoy Theatre (Londres) (1881)
- Ampliación de la Flete House (Devon): obras de restauración y ampliación realizadas en 1878.
- Casas para artistas de Melbury Road (Kensington, Londres)
- Albion House (Liverpool)
- Casa Bryanston (1890-1893): una casa de campo.
- Casa Chesters (1891-1893): otra casa de campo.
- Hotel Picadilly (Londres) (1905)
- New Scotland Yard (Londres) (1888-1890), conocido ahora como los "Norman Shaw Buildings", y utilizados como oficinas para los parlamentarios ingleses.
- Ampliación del ayuntamiento de Bradford (Bradford) (1909)